# Meunieriella
Meunieriella är ett släkte av tvåvingar. Meunieriella ingår i familjen gallmyggor.
Kladogram enligt Catalogue of Life:
| Meunieriella | \| \| Meunieriella acaciae \| \| \| \| \| \| Meunieriella acalyphae \| \| \| \| \| \| Meunieriella aquilonia \| \| \| \| \| \| Meunieriella armeniae \| \| \| \| \| \| Meunieriella cordiae \| \| \| \| \| \| Meunieriella dalechampiae \| \| \| \| \| \| Meunieriella datxeli \| \| \| \| \| \| Meunieriella eugeniae \| \| \| \| \| \| Meunieriella gairae \| \| \| \| \| \| Meunieriella ingae \| \| \| \| \| \| Meunieriella insignis \| \| \| \| \| \| Meunieriella lantanae \| \| \| \| \| \| Meunieriella lantane \| \| \| \| \| \| Meunieriella lonchocarpi \| \| \| \| \| \| Meunieriella lucida \| \| \| \| \| \| Meunieriella machaerii \| \| \| \| \| \| Meunieriella magdalenae \| \| \| \| \| \| Meunieriella meridiana \| \| \| \| \| \| Meunieriella pisoniae \| \| \| \| \| \| Meunieriella randiae \| \| \| \| |
|              | \| \| Meunieriella acaciae \| \| \| \| \| \| Meunieriella acalyphae \| \| \| \| \| \| Meunieriella aquilonia \| \| \| \| \| \| Meunieriella armeniae \| \| \| \| \| \| Meunieriella cordiae \| \| \| \| \| \| Meunieriella dalechampiae \| \| \| \| \| \| Meunieriella datxeli \| \| \| \| \| \| Meunieriella eugeniae \| \| \| \| \| \| Meunieriella gairae \| \| \| \| \| \| Meunieriella ingae \| \| \| \| \| \| Meunieriella insignis \| \| \| \| \| \| Meunieriella lantanae \| \| \| \| \| \| Meunieriella lantane \| \| \| \| \| \| Meunieriella lonchocarpi \| \| \| \| \| \| Meunieriella lucida \| \| \| \| \| \| Meunieriella machaerii \| \| \| \| \| \| Meunieriella magdalenae \| \| \| \| \| \| Meunieriella meridiana \| \| \| \| \| \| Meunieriella pisoniae \| \| \| \| \| \| Meunieriella randiae \| \| \| \| |
|              | Meunieriella acaciae |
|              | |
|              | Meunieriella acalyphae |
|              | |
|              | Meunieriella aquilonia |
|              | |
|              | Meunieriella armeniae |
|              | |
|              | Meunieriella cordiae |
|              | |
|              | Meunieriella dalechampiae |
|              | |
|              | Meunieriella datxeli |
|              | |
|              | Meunieriella eugeniae |
|              | |
|              | Meunieriella gairae |
|              | |
|              | Meunieriella ingae |
|              | |
|              | Meunieriella insignis |
|              | |
|              | Meunieriella lantanae |
|              | |
|              | Meunieriella lantane |
|              | |
|              | Meunieriella lonchocarpi |
|              | |
|              | Meunieriella lucida |
|              | |
|              | Meunieriella machaerii |
|              | |
|              | Meunieriella magdalenae |
|              | |
|              | Meunieriella meridiana |
|              | |
|              | Meunieriella pisoniae |
|              | |
|              | Meunieriella randiae |
|              | |